# George Hill
För andra betydelser, se George Hill (olika betydelser).

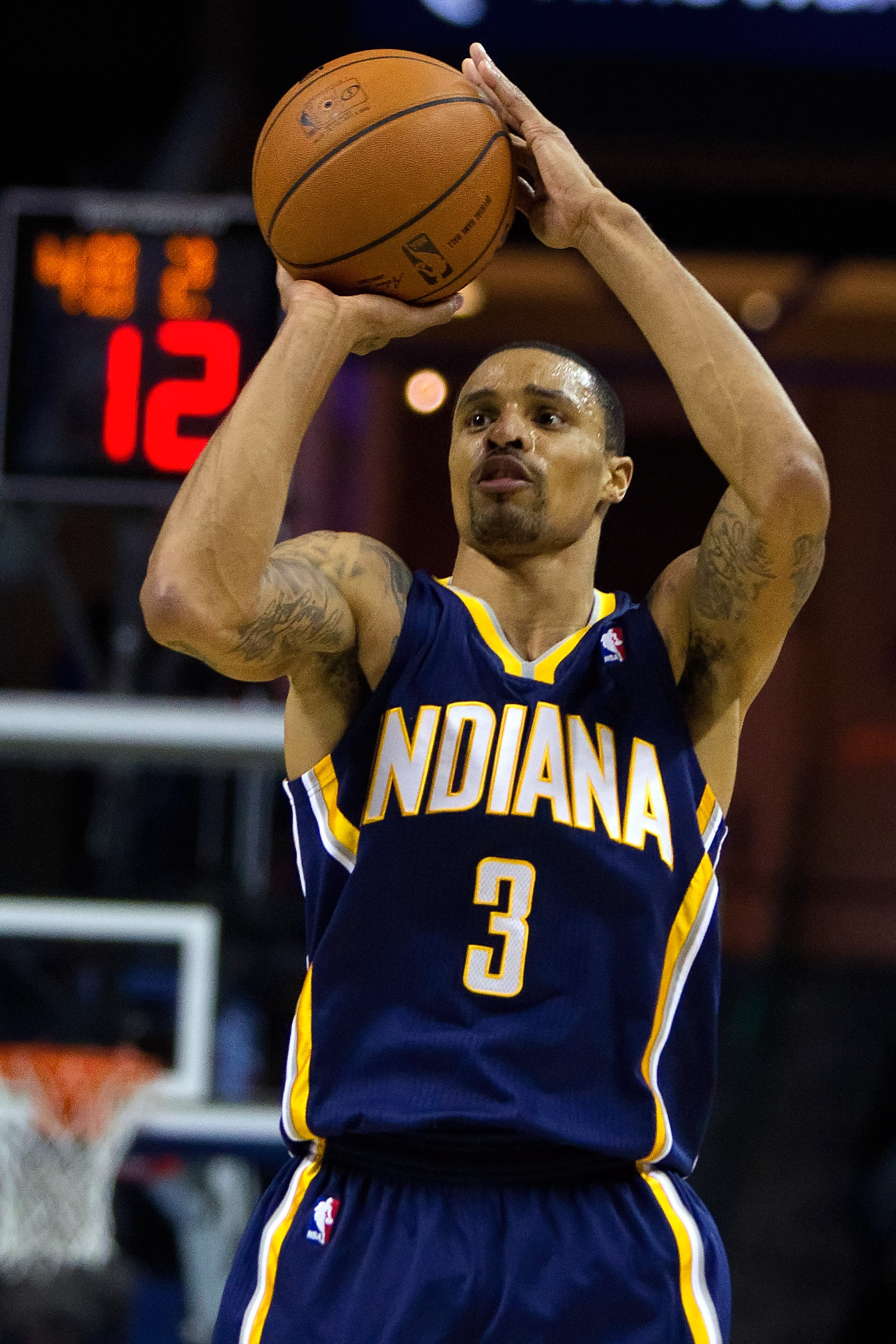
George Hill i Indiana Pacers, 2014.

George Jesse Hill, Jr., född 4 maj 1986 i Indianapolis i Indiana, är en amerikansk basketspelare. George Hill spelar för Oklahoma City Thunder i NBA som point guard eller som shooting guard.

## Lag
- San Antonio Spurs (2008–2011)
- Indiana Pacers (2011–2016)
- Utah Jazz (2016–2017)
- Sacramento Kings (2017–2018)
- Cleveland Cavaliers (2018)
- Milwaukee Bucks (2018–2020)
- Oklahoma City Thunder (2020–)